# Anastasiia Hotfrid
Anastasiia Hotfrid (georgisch ანასტასია ჰოთფრიდი; * 25. April 1996 in Snischne, Ukraine) ist eine georgische Gewichtheberin ukrainischer Herkunft.

## Werdegang
Anastasiia Hotfrid gewann 2016 in der Klasse über 75 kg bei den Europameisterschaften, bei den Juniorenweltmeisterschaften Silber und bei den Junioreneuropameisterschaften Gold. Bei den Olympischen Sommerspielen 2016 und den Weltmeisterschaften 2016 errang sie den 12. Platz in der Klasse über 75 kg. In der Klasse bis 90 kg wurde sie 2017 Weltmeisterin und 2018 Europameisterin.